# Kalendarium historii Brasílii

Flaga Brasílii

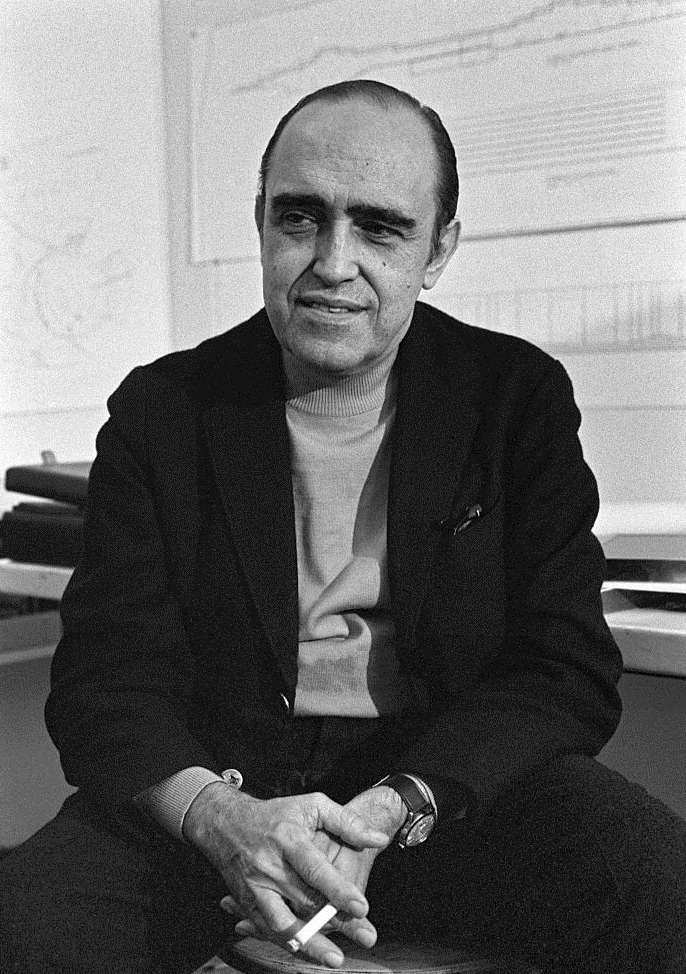
Oscar Niemeyer, jeden z głównych architektów miasta

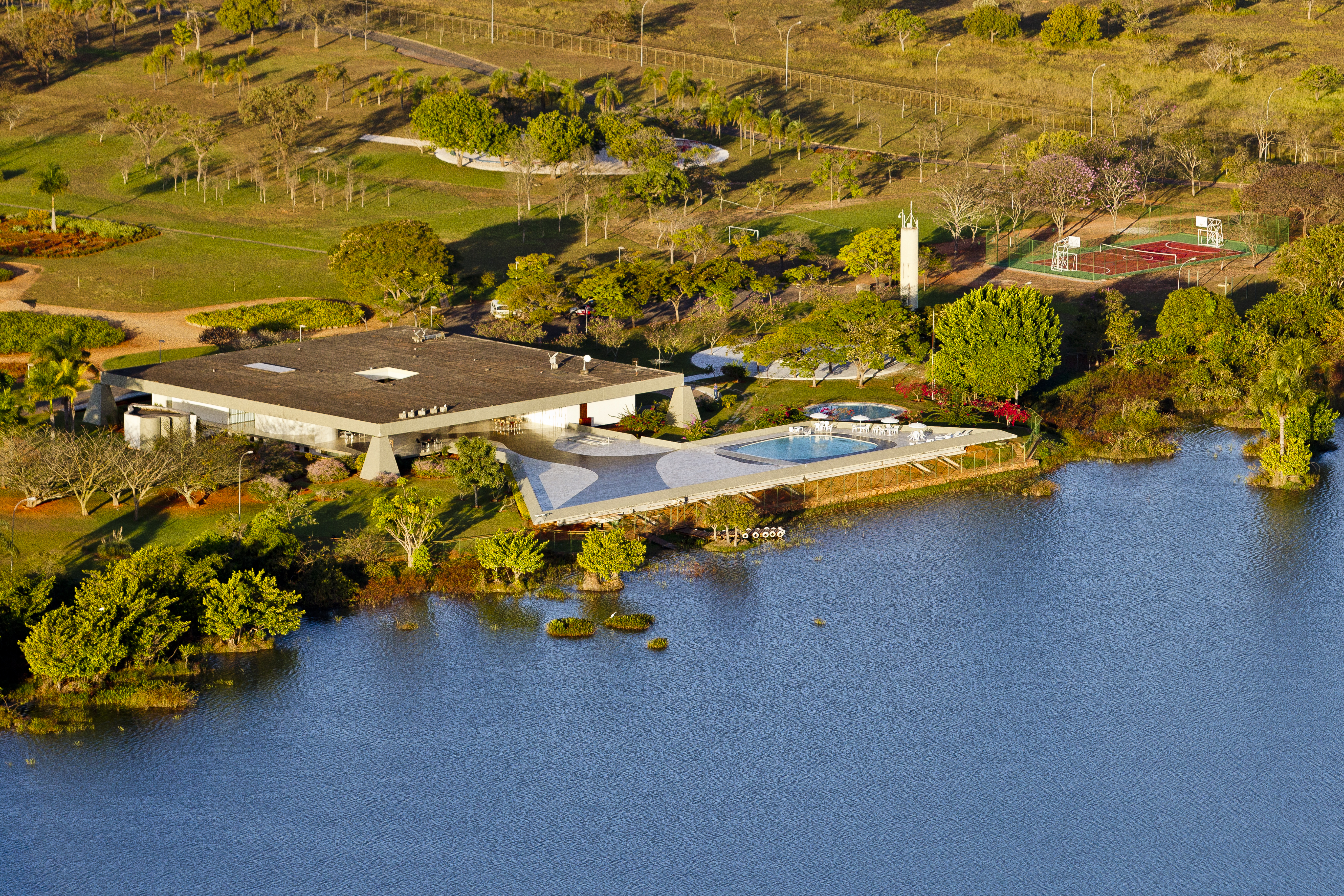
Palácio do Jaburu

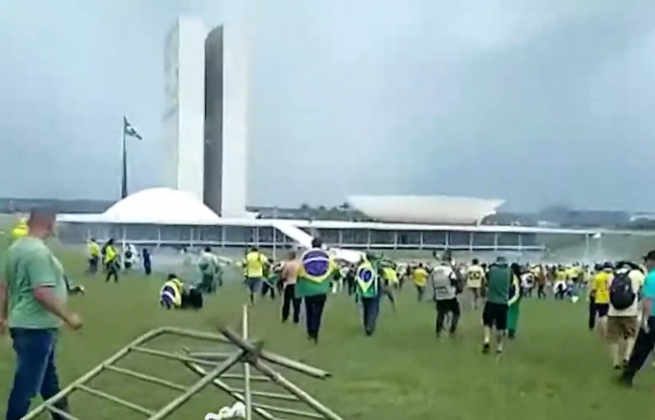
Szturm na Kongres Narodowy Brazylii

Kalendarium historii Brasílii – uporządkowany chronologicznie, począwszy od czasów najdawniejszych aż do współczesności, wykaz dat i wydarzeń z historii Brasílii, stolicy Brazylii.

## Przed inauguracją miasta
- 1789 – Joaquim José da Silva Xavier jako pierwszy formułuje postulat utworzenia stolicy niepodległej Brazylii w głębi kraju[1][2].
- 1822 – José Bonifácio de Andrada nieskutecznie próbuje powrócić do idei budowy stolicy Brazylii w głębi kraju[1].
- 1883 – wedle legendy, w tym roku święty Jan Bosko śni o nowoczesnym mieście znajdującym się na terenie mniej więcej odpowiadającym temu Brasílii[3].
- lata 50. XX w. – powstanie Lago Paranoá[4].
- 1956 – wybór lokalizacji Brasílii[1], rozpoczęcie budowy miasta[5].
- 1957 – otwarcie portu lotniczego Brasília.
- 1958 – zbudowanie Palácio da Alvorada[6].
- 1959 – założenie piłkarskiej ligi Campeonato Brasiliense[7].

## Współczesność
- 1960 – inauguracja miasta[5], oddanie do użytku Palácio do Planalto[1], utworzenie Archidiecezja Brasílii[8].
- 1961 – utworzenie Uniwersytetu Brasílii[9].
- 1966 – wyniesienie Archidiecezja Brasílii do rangi diecezji metropolitalnej[10].
- 1967 – budowa w mieście wieży telewizyjnej wysokiej na 218 metrów[11].
- 1970 – zakończenie budowy Katedry Najświętszej Maryi Panny z Aparecidy w Brasílii[12].
- 1974 – inauguracja Estádio Mané Garrincha[13].
- 1975 – narodziny klubu Brasília FC[14].
- 1977 – zakończenie budowy Palácio do Jaburu[15].
- 1982 – powstanie zespołu Legião Urbana[16].
- 2001 – otwarcie metra[17].
- 2002 – ukończenie budowy Ponte Juscelino Kubitschek[18].
- 2014 – Mistrzostwa Świata w Piłce Nożnej 2014 rozgrywane w największych brazylijskich miastach[19], oraz otwarcie pierwszej w mieście linii tramwajowej[20].
- 2023 – szturm na Kongres Narodowy Brazylii[21].